# Gare de Sillé-le-Guillaume
Gare de Sillé-le-Guillaume – stacja kolejowa w Sillé-le-Guillaume, w departamencie Sarthe, w regionie Kraj Loary, we Francji.
Została otwarta w 1855 przez Compagnie des chemins de fer de l'Ouest. Jest stacją Société nationale des chemins de fer français (SNCF), obsługiwaną przez pociągi TER Pays de la Loire kursujących między Le Mans, Laval i Rennes.